# 사라 애들러
사라 애들러(히브리어: שרה אדלר, Sarah Adler, 1978년 7월 2일 ~ )는 프랑스, 이스라엘의 배우이다. 영화 《케이크메이커》를 통해 2018 오빌상 시상식에서 여우주연상을 수상했다.

## 출연 작품
- 폭스트롯 (2017)
- 케이크메이커 (2017)
- 똑바로 앉아! (2014)
- 셀프 메이드 (2014)
- 아나 아라비아 (2013)
- 아야 (2012)
- 베철러 데이즈 아 오버 (2011)
- 레스터레이션 (2010)
- 얼티메이텀 (2009)
- 젤리피쉬 (2007)
- 마리 앙투아네트 (2006)
- 아바남 (2004)
- 아워 뮤직 (2004)
- 업히블 (2001)